# Оноприенко, Юрий Иванович (учёный)
Юрий Иванович Оноприенко (15 мая 1941, Киев — 25 сентября 2017, Владивосток) — советский и российский учёный-палеонтолог и стратиграф, доктор биологических наук (1992), профессор (1997). Специалист по палеозойским ископаемым кораллам — Ругозы.

## Биография
Родился 15 мая 1941 года в городе Киеве, УССР, в семье Ивана Григорьевича Оноприенко (род. 1915) и Зои Фёдоровны Антоненко (род. 1914).
Во время войны эвакуироваться из окружённого Киева не удалось. В конце лета 1943 года, перед освобождением от немецкой оккупации был тяжело ранен взрывом фугаса (осколки выходили до 40-летнего возраста).
В 1959 году окончил вечернюю школу в городе Ирпень Киевской области, работая машинистом насосной станции Военного санатория.
В 1960 году поступил на геологический факультет Киевского государственного университета имени Т. Г. Шевченко (КГУ). Специализировался в палеонтологии и геологии, изучал психологию творчества и несколько европейских языков.
В 1965 году поступил в заочную аспирантуру КГУ к профессору О. Л. Эйнор. Кандидатскую диссертацию защитил в КГУ в 1973 году.
Работал в экспедициях на Севере СССР. C 1966 года — геолог Центральной комплексной тематической экспедиции Северо-Восточного геологического управления в городе Магадан. Занимался геологической съёмкой, палеонтологическими исследованиями.
В 1972 году переехал в город Владивосток. Работал в Биолого-почвенном институте ДВО АН СССР / РАН. Был заведующим лабораторией палеозоологии.
Ввёл новые методы и технику лабораторного исследования палеонтологии кораллов. Участвовал в международной программе «Биостратиграфия и фауна пограничных отложений девона и карбона Евразии».
Создал новую системно-информационную методологию эволюционных систем, обосновал закон сохранения информации в биологии, принципы информационного анализа биологических систем, концепцию информационного стереотипа.
Многие годы был доцентом и профессором в Дальневосточном Федеральном университете (с 1973) и Дальневосточном государственном техническом университете (с 1993). Создал оригинальные учебные программы и курсы учебные пособия по исторической геологии, палеонтологии и методологии естественных наук, читал курсы лекций: «Основы теории информации», «Основы системных исследований», «Синергетика».
Участвовал в формах научного и университетского сообщества: лекториях, публичных лекциях, методологических семинарах, Профессорском клубе Владивостока.
Выступал в научно-популярных радио- и телепередачах, публиковал науковедческие и публицистические статьи.
Участвовал в программе создания новых учебников для университетов Украины, опубликовал книгу «Системно-информационная методология в современной науке: понятийный аппарат, возможности» (Киев, 2009).
Изучил и монографически описал более 1500 находок ископаемых тетракораллов (Ругозы — (лат. Rugosa)) Восточной Сибири и Дальнего Востока (2 семейства, 25 родов, более 150 видов). Разрабатывал их систематику и филогению. Обосновал биостратиграфические критерии расчленения нижнего карбона по кораллам.
Скончался 25 сентября 2017 года во Владивостоке.

## Семья
- Брат — Оноприенко, Валентин Иванович (род. 1939) — советский и украинский историк науки, доктор философских наук.

## Систематик
Описал новые таксоны отряда Ругозы (или «четырёхлучевые кораллы», или «тетракораллы» — (лат. Rugosa)):
- Род Kolymophyllum Onoprienko, 1974[10]
- Род Neokolymophyllum Onoprienko, 1976[11]

## Членство в организациях
- 1975 — Всесоюзное палеонтологическое общество.

## Награды и премии
- 2003 — лауреат конкурса на лучшее вузовское издание «Печатный двор. Дальний Восток-2002» за учебное пособие «Основы теории информации: Системный подход» (2003).